# قزل-سنگیر (شهرستان سوزک)
قزل-سنگیر (به لاتین: Kyzyl-Sengyr) یک منطقهٔ مسکونی در قرقیزستان است که در شهرستان سوزک واقع شده‌است. قزل-سنگیر ۲٬۸۳۵ نفر جمعیت دارد.